# Yigal Ravid

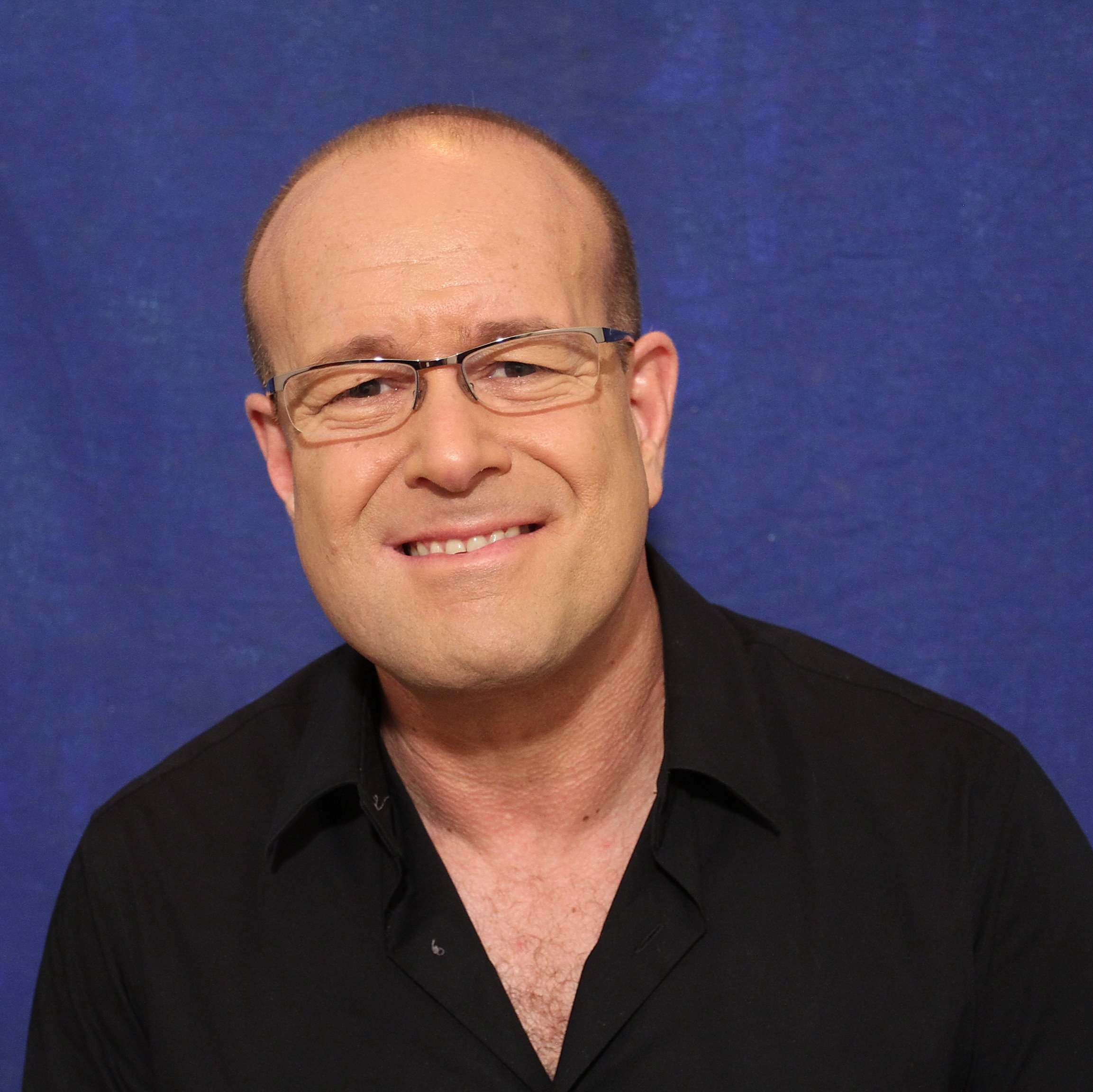
Yigal Ravid

Yigal Ravid (* 13. August 1957 in Bnei Berak) ist ein israelischer Hörfunk- und Fernsehmoderator.
Nach seinem Studium der Politikwissenschaft an der Universität Tel Aviv kam er 1983 zum Radio Kol Israel, wo er als Nachrichtensprecher tätig wurde. Zu dieser Zeit moderierte er auch eine Musiksendung. Ab 1989 war er für drei Jahre in den Vereinigten Staaten, wo er als Korrespondent journalistisch aktiv war. Wieder in Israel arbeitete er für die Sender Kanal 1 und Kanal 2. Seit 1993 ist er Nachrichtensprecher bei Kanal 1 - News. Er co-moderierte den Eurovision Song Contest 1999 in Jerusalem.